# HTV-8
HTV-8 (inna nazwa Kounotori 8) – misja statku transportowego H-II Transfer Vehicle (HTV), wykonana przez JAXA w celu zaopatrzenia Międzynarodowej Stacji Kosmicznej.